# Valor biológico
Valor biológico é a escala de graduação usada para determinar se determinada fonte nutricional é usada por um organismo e com determinada eficiência, com destaque para o corpo humano. É uma escala particularmente aplicada na comparação de proteínas para a nutrição humana. Quanto maior for o valor biológico, mais aminoácidos e nitrogênio o organismo irá reter.
O ovo é considerada a fonte de proteína mais digerível, com porcentagem de aproveitamento pelo corpo humano de 94%. Devido a esta taxa de absorção, ele ganha a graduação 100 e todas as demais proteínas são graduadas comparativamente em sua degestibilidade em relação a proteína do ovo (no caso, a albumina).
A graduação pelo valor biológico não é associada diretamente ao conteúdo calórico de uma proteína, que para qualquer caso, situa-se em torno de 4 calorias por grama. Este conteúdo calórico não se relaciona, portanto, com o aproveitamento na produção de tecidos pelo organismo.
Existem proteínas tratadas sinteticamente que são ainda mais digeríveis que a proteína de ovo e possuem, em relação a este, taxas de aproveitamento maior que 94 %, recebendo, portanto, uma graduação de valor biológico superior a 100.
Lista de diversas fontes de proteína e suas respectivas graduações:
Fontes de Proteína Natural
| ALIMENTO                | GRADUAÇÃO |
| Ovo (inteiro)           | 100       |
| Leite de vaca           | 92        |
| Clara de ovo (albumina) | 88        |
| Peixe                   | 83        |
| Bife magro              | 80        |
| Frango                  | 79        |
| Arroz                   | 59        |
| Feijão                  | 49        |

No caso de proteínas obtidas em laboratório, abaixo está uma pequena lista de algumas destas fontes protéicas as quais podem ser encontradas nos suplementos da atualidade. Veja como elas se comparam com as fontes naturais listadas acima.
Fontes de Proteínas Sintéticas
| SUPLEMENTO               | GRADUAÇÃO |
| Whey protein Isolado     | 110 -159  |
| Whey Protein Concentrado | 104       |
| Caseína                  | 77        |
| Proteína da soja         | 74        |